# Étienne Durand
Étienne Durand (* im 19. Jahrhundert; † im 20. Jahrhundert) war ein französischer Tennisspieler.

## Biografie
Durand spielte sich 1895 und 1898 ins Halbfinale der French Covered Court Championship. Das war sein bestes Abschneiden bei einem der damals größten Turniere. 1900 nahm Durand an den Olympischen Sommerspielen 1900 in Paris am Tenniswettbewerb teil. Im Einzel unterlag er dem starken Briten Reginald Doherty deutlich. Im Doppel gewann Durand in der ersten Runde mit Adrien Fauchier-Magnan zusammen den ersten Satz gegen die Paarung aus Arthur Norris und Harold Mahony. Das Match ging jedoch in drei Sätzen verloren.
1902 war die French Covered Court Championship sein letztes Major-Turnier.